# Demarkacja (medycyna)
Demarkacja – oddzielenie tkanek martwych od żywych poprzez naciek leukocytów, które enzymami proteolitycznymi rozpuszczają najbliższą warstwę martwych komórek, powodując odpadnięcie części martwej.

Przeczytaj ostrzeżenie dotyczące informacji medycznych i pokrewnych zamieszczonych w Wikipedii.